# 長井市
長井市（日语：／ Nagai shi */?）是位於日本山形縣西南部的的城市。轄區地處長井盆地内，最上川流經市中心旁並往北流，當地人口則集中在以長井站為中心擴散的市中心。長井市在最上川河運盛行的江戶時代作為米澤藩的貨物聚集地而發展。現今當地是周邊行政區重要的商業與行政中心城市。

## 地理
長井市境內約68.2%的面積被森林覆蓋，14.8%的土地為農業用地。西部坐落著平岩山、祝瓶山等朝日山地的陡峭山岳，東部則是出羽丘陵。發源於飯豐山的置賜白川流經市內，並在南端與最上川匯流。海拔200至250公尺的長井盆地則坐落在置賜野川、置賜白川下游的平原地帶。長井盆地東部為白鷹山地南部的山岳，但其海拔在500公尺以下，山岳地勢較為平緩。盆地南部則隔著海拔300至500公尺的玉庭丘陵與米澤盆地接壤。

### 氣候
由於長井市地處盆地内，因此夏季與冬季的溫差較大。當地的年均溫自1977年統計至今落在9.3℃至12.0℃的區間，但近年來一直維持在10.5℃以上。當地的降雨主要集中在夏季的7月以及冬季的12月至隔年1月，每月的平均風速則落在每秒1至2.5公尺。受到西部的朝日山地影響，當地冬季受到強勁的西北季風吹拂，且因長井市位於朝日山地的背風面，因此降雪量相當大。平原地區的積雪深度為1.2公尺，山麓地帶的積雪深度則約1.7公尺。由於轄區位於日本東北部，因此梅雨季節落在7月上旬至中旬，8月則常出現大雨引起的洪水。

## 歷史
長井市內共有230處遺跡，其中年代最久的遺跡可追溯至舊石器時代。位於西根地區的長者屋敷遺跡曾發掘出舊石器時代至彌生時代的土器與石器。日本實施大化革新之後，大和王權在出羽國内設立置賜郡，長井地區也因此隸屬於置賜郡。平安時代中期至鎌倉時代，當地被稱為「長井鄉」。文治5年（1189年），鎌倉幕府的御家人大江時廣擔任此地的地頭，並將置賜一帶改名為「長井庄｣，大江時廣也以此冠名為長井時廣。天授6年（1380年），伊達宗遠攻擊置賜地方，使長井氏逃離置賜，當地改由伊達氏統治。天正19年（1591年），伊達政宗轉封至仙台後，長井在內的置賜地區由會津藩的蒲生氏鄉管轄。
慶長3年（1598年），米澤藩改由上杉景勝管轄，置賜地區則由其家臣直江兼續治理。慶長6年（1601年），在關原之戰中戰敗的上杉景勝減封並移封至米澤藩30萬石，而長井地區則變成米澤藩上杉氏的領地。江戶時代的元祿7年（1694年），西村久左衛門開通最上川的河運後，長井地區作為米澤藩運送內陸地區貨物的聚集地而相當繁榮。
明治11年（1878年）日本實施郡制，並在米澤藩的西北部設立西置賜郡，長井地區作為其中心地而發展。明治22年（1889年）日本實施町村制，並在境內設置長井町、長井村、西根村、平野村、豐田村與伊佐澤村。昭和29年（1954年 ）長井町羽前述的5個村合併成現今的長井市。

## 行政
長井市現任市長内谷重治於2022年11月在選舉中第四次成功連任，其任期將持續至2026年12月。

## 經濟
根據日本2020年的國勢調查統計顯示，長井市有6.5%的就業人口從事第一級產業，36.7％的就業人口從事第二級產業，其餘的48.9%則從事第三級產業。當地的核心產業為製造業。長井市跟山形縣内和日本其他行政區劃相比，其從事第二級產業的人口比例較高，而從事服務業等第三級產業的就業人口則偏少。而當地的第一級產業以農業等產業為主，生產蘋果、葡萄，西洋梨、大豆、蘿蔔等農產品。

## 教育
長井市內共有6所小學校與2所中學校。

## 交通
國道287號以南北走向通過市內，連接新潟縣與宮城縣的國道113號則以東西走向穿越市內的南部地區。鐵路方面，JR東日本的米坂線和山形鐵道經營的花長井線通過境內。其中今泉站為兩條鐵路共構的車站，花長井線則在市內另設時庭站、長井站、南長井站、白兔站等站。